# فلاديسلاف ستاشورسكي
فلاديسلاف ستاشورسكي (بالبولندية: Władysław Stachurski)‏ هو لاعب كرة قدم ومدرب كرة قدم بولندي، ولد في 27 مارس 1945 في Piotrkowice, Kielce County ‏ في بولندا، وتوفي في 13 مارس 2013 في وارسو في بولندا. شارك مع منتخب بولندا لكرة القدم. أما مع النوادي، فقد لعب مع ليغيا وارسو.

## وصلات خارجية
- فلاديسلاف ستاشورسكي على موقع قاعدة بيانات كرة القدم.إي يو (الإنجليزية)
- فلاديسلاف ستاشورسكي على موقع ناشيونال فوتبول تيمز (الإنجليزية)
- فلاديسلاف ستاشورسكي على موقع عالم كرة القدم.نت (الإنجليزية)